# Ла-Ліга 1975—1976
Сезон 1975–1976 в Ла Лізі — футбольне змагання у найвищому дивізіоні чемпіонату Іспанії, що проходило між 6 вересня 1975 та 16 травня 1976 року. Став 45-м турніром з моменту заснування Ла Ліги. Участь у змаганні взяли 18 команд, три найгірші з яких за регламентом вибули до Сегунди.
Переможцем турніру став мадридський «Реал», який здобув свій 17-й трофей національної першості. Майбутні чемпіони очолили турнірну таблицю вже у перших турах змагання. Згодом, в середині сезону деякий час чемпіонські перегони очолював інший мадридський клуб, «Атлетіко». Однак «Реал» впевнено провів заключну частину чемпіонату і відновив своє лідерство, урешті-решт фінішувавши першим з 5-очоковим відривом від найближчих переслідувачів.
| Чемпіон Іспанії 1975—1976 |
| ------------------------- |
| «Реал Мадрид» 17-й титул  |

## Підсумкова турнірна таблиця
|                       |     | Турнірна таблиця 1975-1976 | І  | В  | Н  | П  | М+ | М- | РМ  | О  |
| --------------------- | --- | -------------------------- | -- | -- | -- | -- | -- | -- | --- | -- |
| Чемпіон Іспанії       | 1.  | «Реал Мадрид»              | 34 | 20 | 8  | 6  | 54 | 26 | 28  | 48 |
|                       | 2.  | «Барселона»                | 34 | 18 | 7  | 9  | 61 | 41 | 20  | 43 |
| Володар Кубка Іспанії | 3.  | «Атлетіко» (Мадрид)        | 34 | 18 | 6  | 10 | 60 | 38 | 22  | 42 |
|                       | 4.  | «Еспаньйол»                | 34 | 18 | 4  | 12 | 48 | 45 | 3   | 40 |
|                       | 5.  | «Атлетик» (Більбао)        | 34 | 14 | 11 | 9  | 43 | 38 | 5   | 39 |
|                       | 6.  | «Еркулес»                  | 34 | 12 | 12 | 10 | 33 | 37 | -4  | 36 |
|                       | 7.  | «Бетіс»                    | 34 | 15 | 5  | 14 | 34 | 50 | -16 | 35 |
|                       | 8.  | «Реал Сосьєдад»            | 34 | 12 | 10 | 12 | 45 | 45 | 0   | 34 |
|                       | 9.  | «Саламанка»                | 34 | 12 | 10 | 12 | 31 | 33 | -2  | 34 |
|                       | 10. | «Валенсія»                 | 34 | 12 | 8  | 14 | 43 | 41 | 2   | 32 |
|                       | 11. | «Севілья»                  | 34 | 13 | 6  | 15 | 35 | 39 | -4  | 32 |
|                       | 12. | «Расінг» (Сантандер)       | 34 | 14 | 4  | 16 | 45 | 56 | -11 | 32 |
|                       | 13. | «Лас-Пальмас»              | 34 | 12 | 6  | 16 | 39 | 43 | -4  | 30 |
|                       | 14. | «Сарагоса»                 | 34 | 11 | 8  | 15 | 45 | 43 | 2   | 30 |
|                       | 15. | «Ельче»                    | 34 | 8  | 12 | 14 | 38 | 49 | -11 | 28 |
| Вибув до Сегунди      | 16. | «Реал Ов'єдо»              | 34 | 11 | 5  | 18 | 41 | 45 | -4  | 27 |
| Вибув до Сегунди      | 17. | «Гранада»                  | 34 | 8  | 10 | 16 | 29 | 50 | -21 | 26 |
| Вибув до Сегунди      | 18. | «Спортінг» (Хіхон)         | 34 | 7  | 10 | 17 | 41 | 46 | -5  | 24 |

## Бомбардири

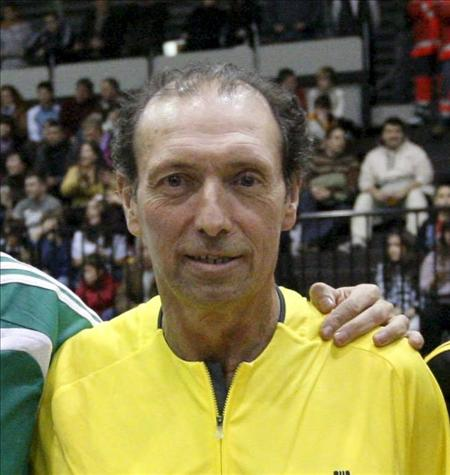
Найкращий бомбардир сезону Кіні.

Найкращим бомбардиром Прімери сезону 1975–76 став нападник клубу «Спортінг» (Хіхон) Кіні, якому для перемоги у суперечці голеодорів вистачило 21 забитого голу.  
Найкращі бомбардири сезону:
|  | Голів | Бомбардир  | Команда             |
|  | ----- | ---------- | ------------------- |
|  | 21    | Кіні       | «Спортінг» (Хіхон)  |
|  | 18    | Лейвінья   | «Атлетіко» (Мадрид) |
|  | 14    | Дані       | «Атлетик» (Більбао) |
|  | 13    | Піррі      | «Реал Мадрид»       |
|  | 13    | Рубен Аяла | «Атлетіко» (Мадрид) |